# Nemognatha cribraria
Nemognatha cribraria es una especie de coleóptero de la familia Meloidae.

## Distribución geográfica
Habita en California (Estados Unidos).